# Turki bin Sa'id
Turkī bin Saʿīd (in arabo  تركي بن ﺳﻌﻴﺪ‎?; Mascate, 1832 – Mascate, 4 giugno 1888) è stato sultano di Mascate e Oman dal 1871 al 1888.

## Biografia
Turkī bin Saʿīd nacque a Mascate nel 1832 ed era il quinto figlio del sultano Sa'id bin Sultan e di una dama suri.
Venne educato privatamente.
Fu governatore di Sohar dal 1854 al 1868 e di Gwadar dal 1868 al 1871. I suoi fratelli maggiori erano premorti al padre, pertanto alla morte di quest'ultimo gli spettò la successione. Guidò la rivolta contro Azzan bin Qais. Nel 1870 si assicurò il sostegno dell'Hinawai, il capo tribale dell'interno e degli inglesi, quindi combatté con successo contro il suo nemico, sconfiggendolo prima a Dhank e poi uccidendolo a Muttrah.
Il 30 gennaio 1871 fu proclamato sultano. Espulso brevemente dalla capitale dal fratellastro, Abdul Aziz, tornò e riprese il controllo poco dopo. Il 14 aprile 1873 concluse un trattato con gli inglesi in base al quale si impegnò a chiudere tutti i mercati pubblici degli schiavi, a proteggere gli schiavi liberati e dichiarando che da quel momento in poi tutte le persone che entravano nei suoi domini sarebbero stati liberi.
Regnò in un periodo non facile per il proprio paese, ma fu un'importante figura pubblica che tentò più di ogni altro di mantenere il contatto col popolo e coi diversi capi tribù soprattutto delle zone interne per prevenire l'ingerenza delle potenze europee nei propri territori. Dopo la sua morte tuttavia il Regno Unito riuscì ad imporre addirittura un protettorato sullo stato.
Sotto l'aspetto della vita privata, dalle proprie mogli il sultano ebbe i seguenti figli:
- Sayyid Muḥammad bin Turkī al-Saʿīd (1860-?)
- Sayyid Fayṣal bin Turkī al-Saʿīd (1864-1913)
- Sayyid Fahd bin Turkī al-Saʿīd (?-1894)
- Sayyida Turkia bint Turkī al-Saʿīd, che sposò un suo cugino, Sayyid Hamad bin Thuwayni Āl bū Saʿīd, 5º sultano di Zanzibar
- Sayyida (nome sconosciuto) bint Turkī al-Saʿīd, che sposò Talal bin Abdullah al-Rashīd, Emiro del Jebel Shammar.

Morì nel suo palazzo di Mascate il 4 giugno 1888 e gli succedette il figlio secondogenito Faysal bin Turki.